# Когновицкий, Франц Андреевич
Фра́нц (Франци́ск-Анто́ний) Андре́евич Когнови́цкий (1868—01.06.1911) — русский архитектор и преподаватель, один из мастеров московского модерна.

## Биография
Родился 17 сентября 1868 года в Санкт-Петербурге. В 1885 году поступил в Московское училище живописи, ваяния и зодчества, которое окончил с Малой серебряной медалью в 1892 году. В 1892—1895 годах обучался в Высшем художественном училище при Императорской Академии художеств, получил по её окончании звание архитектора-художника. Во время обучения был удостоен серебряной медали.
В начале творческого пути работал на строительстве памятника Александру III на Пречистенской набережной, винного склада на Лесной улице, 28, амбулатории на Яузской улице, 9—11 (проект И. А. Иванова-Шица) и ряде других сооружений. Затем некоторое время работал помощником архитектора А. В. Иванова. В 1901—1910 годах служил сверхштатным техником Строительного отделения Московского губернского правления. С 1905 года работал московским участковым архитектором, с 1908 года исполнял обязанности члена Строительного совета Московской городской управы.
Ф. А. Когновицкий преподавал стилизацию цветов в Строгановском училище технического рисования, а также на руководимых И. А. Фоминым Строительных и Женских строительных курсах.
Скончался от порока сердца 1 июня 1911 года. Был похоронен на Введенском кладбище.

## Проекты и постройки в Москве

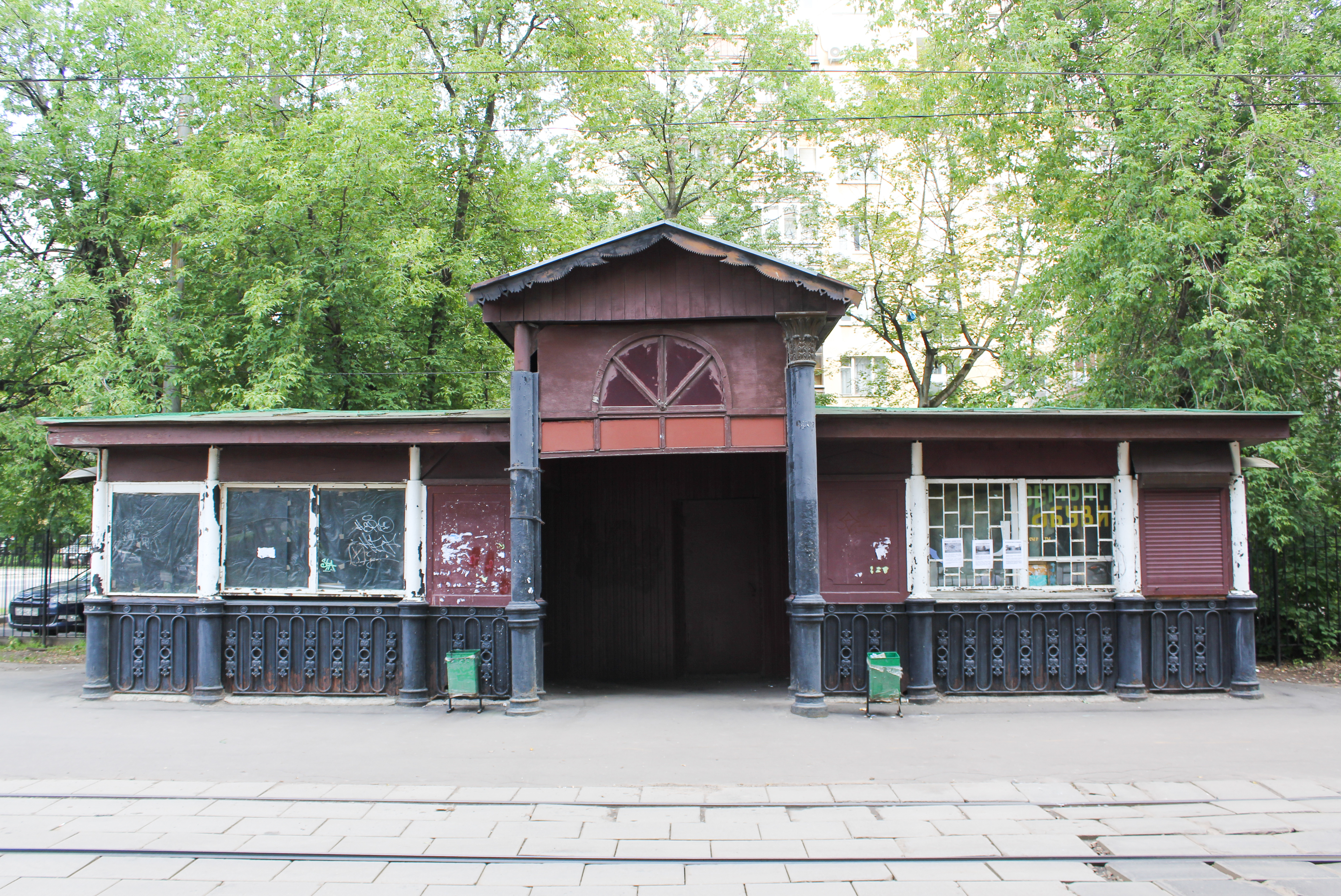
Павильон городского трамвая «Красностуденческий проезд» (2015)

- Проект водонапорной башни на большой площади (1891), не осуществлён;
- Павильон городского трамвая «Красностуденческий проезд» (1890-е, улица Дубки)[4]
- Перестройка доходного дома (1901, Староваганьковский переулок, 15), ценный градоформирующий объект[5];
- Конкурсный проект часовни для села Згоровка Полтавской губернии (1902, III премия);
- Доходный дом Е. Е. Констан (1903, Второй Обыденский переулок, 11);
- Доходный дом А. Л. Брокша (1904, Новокузнецкая улица, 3);
- Доходный дом А. К. Цыркина со службами (1905, Малая Дорогомиловская улица), не сохранился;
- Павильон городского трамвая «Тверская площадь» (1907—1909, Тверская площадь), не сохранился;
- Перестройка, изменение фасада, служебные постройки во владении В. И. Монигетти (1908—1909, Дегтярный переулок);
- Конкурсный проект павильона Городского трамвая (1909, Страстная площадь, I премия);
- Доходный дом С. Ю. Бобовича (1910, Арбат, 15/43), ценный градоформирующий объект[5].